# Федеральный совет Швейцарии
Федеральный совет Швейцарии (нем. Schweizerischer Bundesrat, фр. Conseil fédéral suisse, итал. Consiglio federale svizzero, романш. Cussegl federal svizzer) — национальное правительство Швейцарской конфедерации, одновременно являющееся коллективным главой государства. Хотя за руководство Конфедерацией отвечает весь Совет, каждый из семи советников возглавляет своё министерство — федеральный департамент. В соответствии с неформальным соглашением, берущим начало в 1959 году, в Совет входят представители четырёх крупнейших партий страны (при этом состав этих партий менялся). Члены Совета, как правило, не переизбираются, а уходят в отставку по собственной воле, отслужив 2-5 сроков. В настоящее время членами Федерального совета являются (в хронологическом порядке):
- Ги Пармелен (ШНП), Федеральный департамент по экономическим вопросам, образованию и исследованиям, вице-президент на 2025 год.
- Иньяцио Кассис (СДП. Либералы), Федеральный департамент иностранных дел.
- Карин Келлер-Зуттер (СДП. Либералы), Федеральный департамент финансов, президент на 2025 год.
- Альберт Рёшти (ШНП), Федеральный департамент окружающей среды, транспорта, энергетики и коммуникаций.
- Элизабет Бом-Шнайдер (СДП), Федеральный департамент внутренних дел.
- Беат Янс (СДП), Федеральный департамент юстиции и полиции.
- Мартин Пфистер (Центр), Федеральный департамент обороны, гражданской защиты и спорта.

## История

Федеральный совет Швейцарии (2018)

### Создание Федерального совета

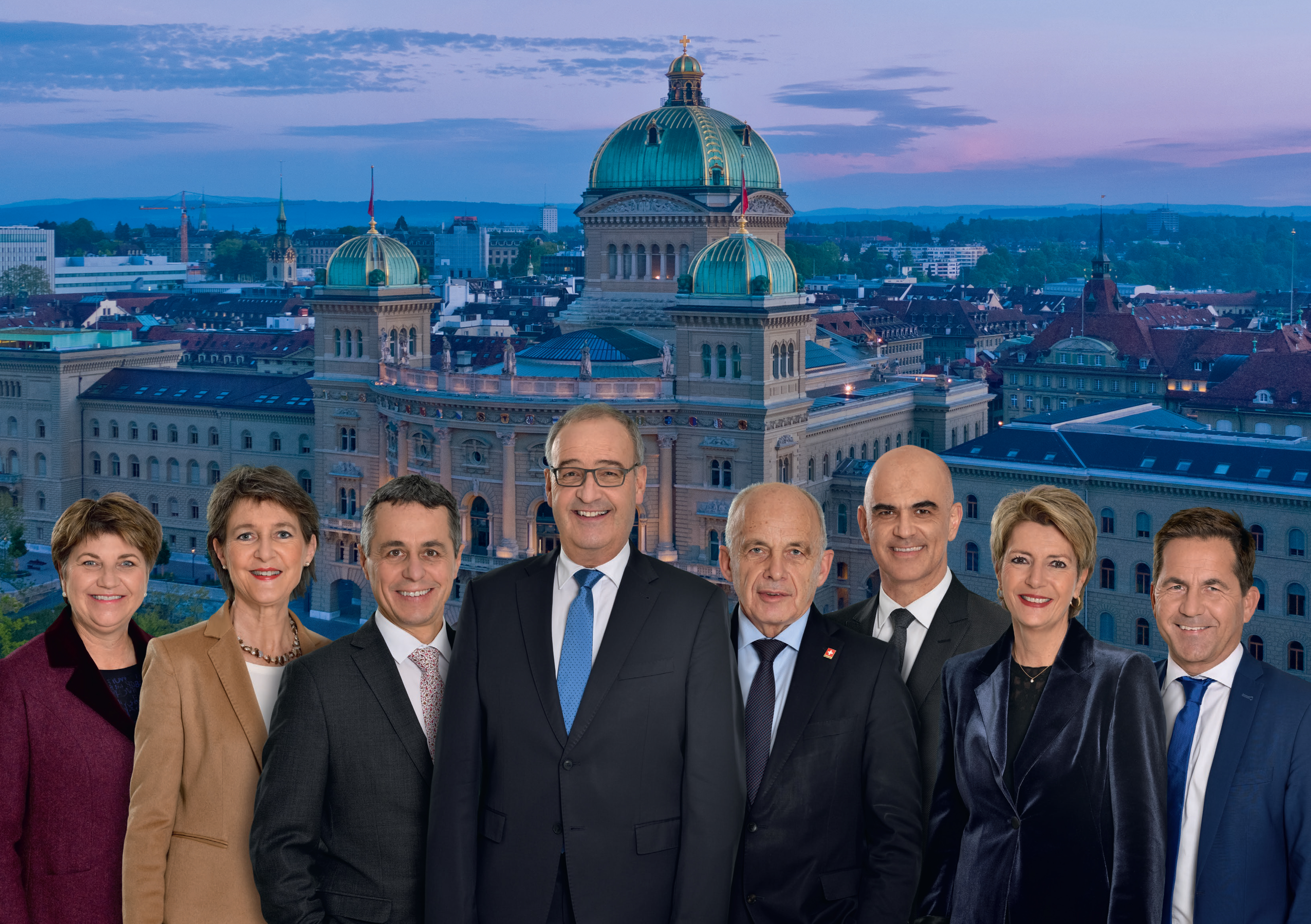
Члены Федерального совета Швейцарии, 2021 год

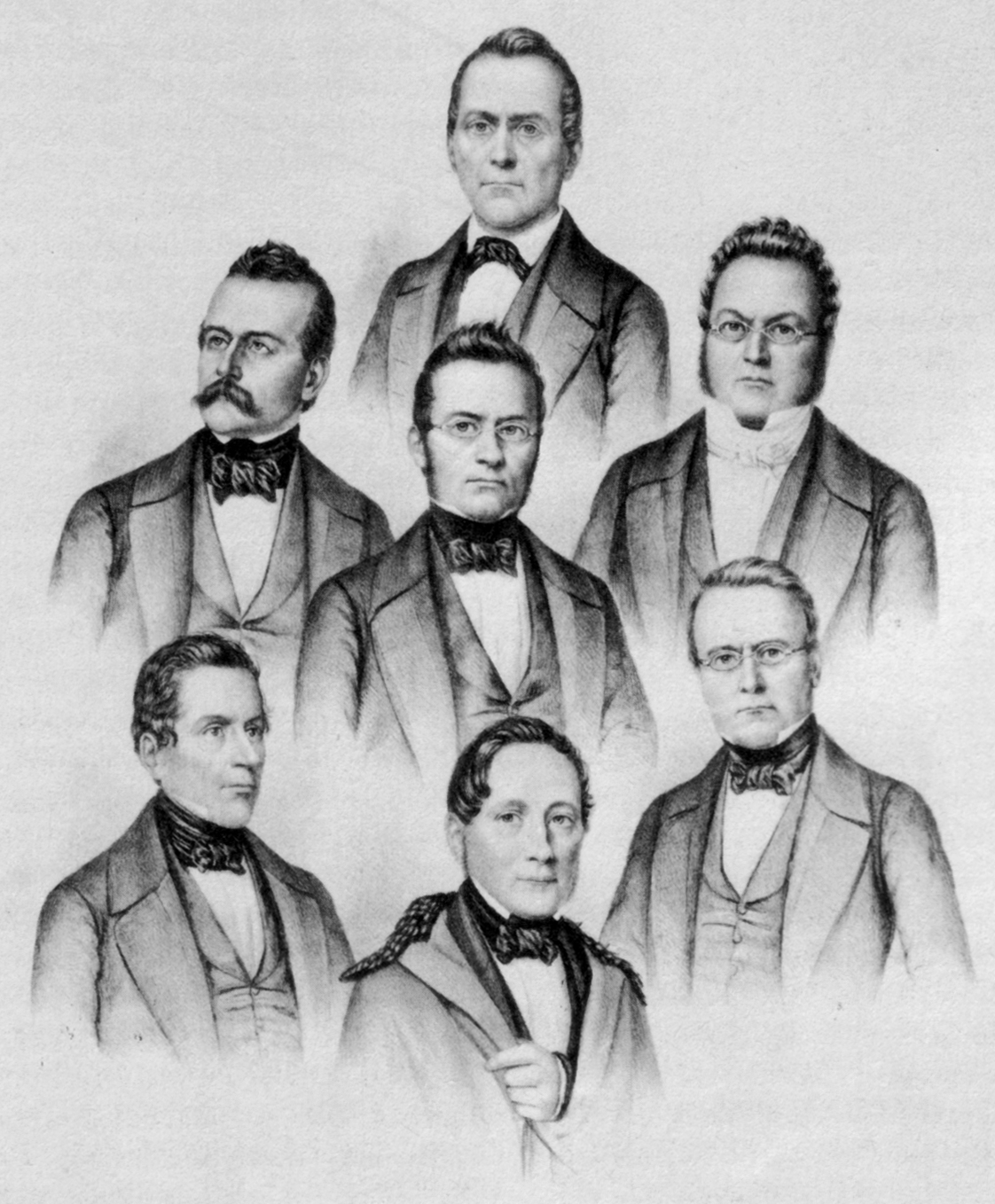
Члены первого Федерального совета, 1848 год

Федеральный совет был учрежден в 1848 году Федеральной конституцией. Когда писалась Конституция, демократия республиканского типа всё ещё находилась в зачаточном состоянии, и отцы-основатели Швейцарии имели немного примеров. Хотя они во многом основывались на Конституции США для организации федерального государства в целом, они предпочли коллегиальную, а не президентскую систему исполнительной власти. Была продолжена давняя традиция коллективных органов власти в Швейцарии. Со времён Средневековья кантоны в Швейцарском союзе управлялись советами именитых граждан, позднее Гельветическая республика (с эквивалентной Директорией), а также кантоны после 1830 года, с их либеральными конституциями, также имели хороший опыт такого способа управления.
В настоящее время, кроме Швейцарии, только четыре государства имеют коллективного, а не унитарного главу государства: Босния и Герцеговина, Андорра, Сан-Марино и КНДР. Однако коллегиальная система управления имеет широкое распространение в современных парламентских демократиях в форме правительства с коллективной ответственностью.
Конституционные положения 1848 года, предусматривающие Федеральный совет, остались неизменными и по сей день, хотя швейцарское общество сильно изменилось с тех пор. Таким образом, Федеральный совет представляет собой одну из старейших традиций непрерывного демократического правительства в мире и сопоставим с должностью премьер-министра Великобритании и президента США.

### Баланс регионов
До 1999 года закон не позволял кантону иметь более одного представителя в Федеральном совете. После его отмены, места в Совете распределяются более справедливо между кантонами и языковыми регионами страны, без установления конкретных квот. Всякий раз, когда член Совета уходит в отставку, тот кто его заменяет, как правило, является не только членом той же партии, но и представляет тот же языковой регион. Однако бывают и исключения, например, в 2006 году после отставки франкоязычного Жозефа Дейса его место заняла немецкоязычная Дорис Лойтхард.
Исторически сложилось так, что не менее двух мест в Совете всегда занимали франко- или италоязычные швейцарцы, а также один кантон имеет не более одного представителя. С 2003 по 2007 год, однако, два члена Федерального совета, Мориц Лойенбергер и Кристоф Блохер, проживали в кантоне Цюрих.
В нынешнем составе Совета по три немецкоговорящих и франкоговорящих члена и один италоговорящий.

### Женщины в Совете
Женщины в Швейцарии получили избирательное право на федеральном уровне в 1971 году. Однако до выборов 1984 года они по-прежнему не были представлены в Федеральном совете.
С 1984 года в состав Федерального совета входили десять женщин, семь из которых стали президентами (при том трое дважды):
- Элизабет Копп (член 1984—1989)
- Рут Дрейфус (член 1993—2002, президент 1999)
- Рут Метцлер-Арнольд (член 1999—2003)
- Мишлин Кальми-Ре (член 2003—2011, президент 2007, 2011)
- Дорис Лойтхард (член 2006—2018, президент 2010, 2017)
- Эвелине Видмер-Шлумпф (член 2007—2015, президент 2012)
- Симонетта Соммаруга (член 2010—2022, президент 2015, 2020)
- Виола Амерд (член 2019—2025, президент 2024)
- Карин Келлер-Зуттер (член с 2019, президент 2025)
- Элизабет Бом-Шнайдер (член с 2023)

## Деятельность Федерального совета

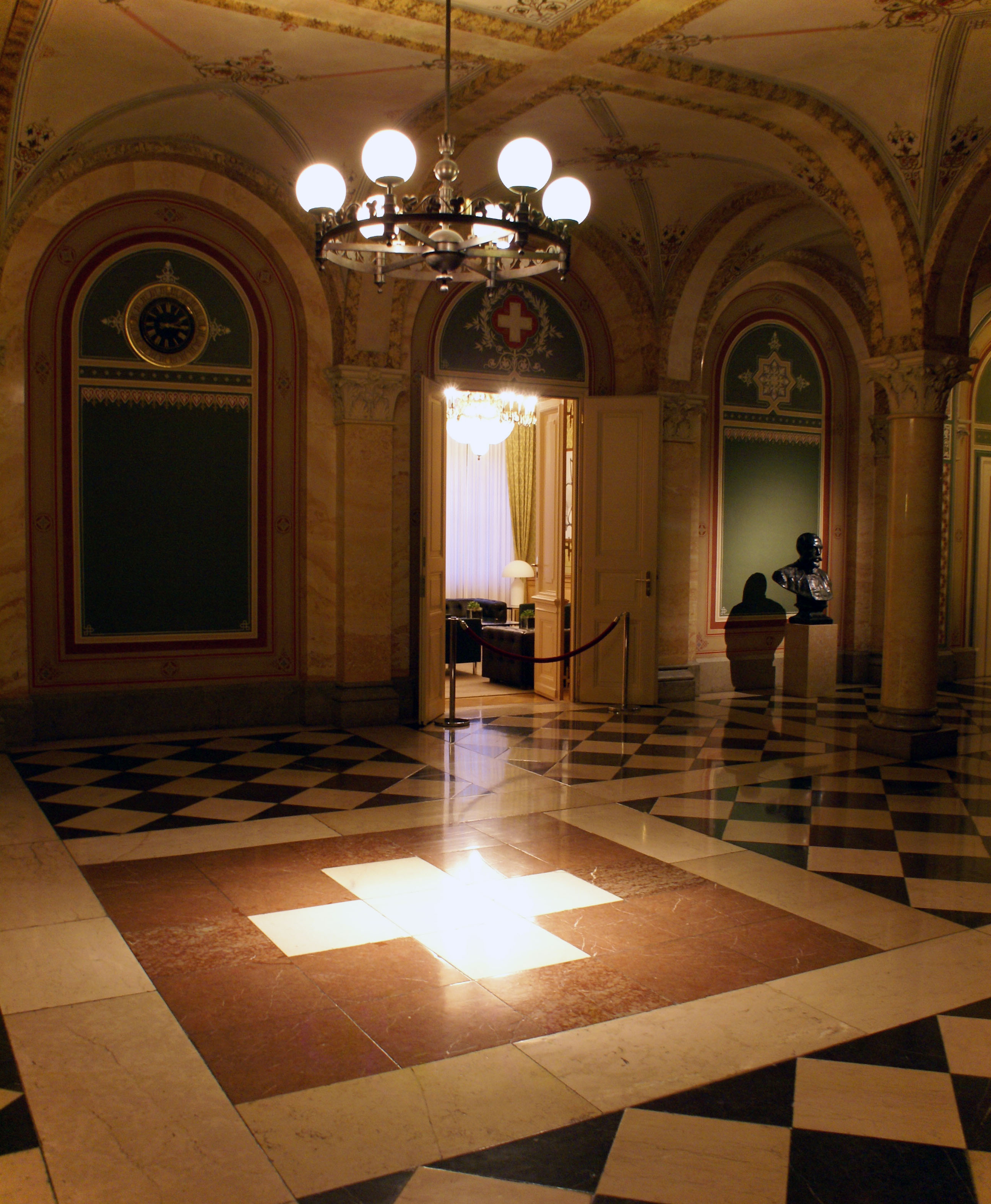
Внутренняя часть Западного крыла Федерального дворца в Берне, где проходят заседания Федерального совета.

### Президент
Каждый год один из семи членов Федерального совета избирается Федеральным собранием президентом Конфедерации. Федеральное собрание избирает также вице-президента. По соглашению, каждый член Совета раз в семь лет становится вице-президентом, а на следующий год президентом.
Президент Конфедерации является самым высокопоставленным официальным лицом государства. Он председательствует на заседаниях Совета и выполняет определенные представительские функции, которые в других странах выполняет глава государства. В экстренных ситуациях он имеет право действовать от имени всего Совета. Хотя президент является первым среди равных, он не имеет власти над остальными шестью членами Совета.
Президент не является главой государства Швейцарии (эта функция осуществляется Советом в полном составе). Однако в последнее время стало обычным, что президент действует и признаётся в качестве главы государства при проведении официальных визитов за рубеж, так как Совет (также по соглашению) не может покидать страну в полном составе. Чаще, однако, официальные визиты за рубеж осуществляются главой Федерального департамента иностранных дел.

### Заседания Совета
Федеральный совет работает преимущественно в режиме еженедельных заседаний, которые проводятся каждую среду в Федеральном дворце в Берне — месте нахождения швейцарского федерального правительства.
Помимо семи членов в заседаниях участвуют также федеральный канцлер и два вице-канцлера. Федеральный канцлер является главой аппарата правительства и Федеральной канцелярии, он участвует в обсуждении, но не имеет права голоса при принятии решений Совета. Тем не менее его позиция обычно учитывается как «восьмого члена Федерального совета».
Первый вице-канцлер — официальный представитель Федерального совета. Он проводит еженедельный брифинг для прессы после заседания. В ведении ещё одного вице-канцлера находится сектор Федерального совета в Федеральной канцелярии.

### Принятие решений и ответственность
Каждый член Федерального совета, являясь главой правительственного департамента, соответствует министрам в правительствах других стран. В разговорной речи и прессе, они часто называются министрами. Например, глава Департамента обороны, защиты населения и спорта именуется «министром обороны», хотя такой должности официально не существует. Однако, как члены Совета, они несут ответственность не только за собственный департамент, но и за департаменты своих коллег, а также деятельность правительства в целом.
Решения, принимаемые Советом, всегда готовятся ответственным департаментом. Например, изменения в оклады федеральных служащих будет предложен Совету главой Федерального департамента финансов, в чьё ведомство входит Федеральное управление кадров. Перед голосованием на заседании Совета, все предложения руководителей департаментов распространяются в письменном виде. Комиссия старших должностных лиц департамента — руководителей федеральных ведомств подготавливает письменный ответ на критику и предложения. Это называется процедура содоклада, направленная на создание консенсуса в преддверии заседания Совета.
Чтобы подготовиться к важным решениям, иногда проводятся дополнительные консультации с общественностью, к которым приглашаются кантоны, политические партии и основные заинтересованные группы, и в котором могут участвовать все члены общества. Если вносятся изменения в федеральный закон, они должны быть представлены в Федеральное собрание. В таких случаях процедура консультаций служит для выявления политических проблем, чтобы остановить прохождение законопроекта, который впоследствии может быть вынесен на всенародный референдум.
Сами решения формально принимаются путём опроса участвующих в голосовании, большинством голосов членов совета, присутствующих на заседании. Подавляющее большинство решений принимаются консенсусом, хотя в последнее время наметилась тенденция к более напряженной дискуссии.

### Тайна голосования
Заседания Федерального совета и результаты голосования, являются закрытыми для общественности, и записи остаются запечатанными в течение 50 лет. Это в последнее время стало предметом некоторой критики. В частности, политики крайних политических убеждений утверждают, что тайна противоречит принципу прозрачности. Тем не менее, Совет всегда считал, что она необходима для достижения консенсуса и сохранения коллегиальности и политической независимости отдельных членов.
Несмотря на тайну, подробная информация о голосовании и аргументах в Совете иногда просачивается в прессу, приводящее к расследованию (как правило безуспешному) и уголовному преследованию сотрудника, допустившего утечку.

### Конституционная конвенция
Благодаря уникальному характеру Федерального совета как добровольной большой коалиции политических оппонентов, его действия определяются многочисленными конституционными конвенциями. Наиболее заметным является принцип коллегиальности, то есть члены не должны публично критиковать друг друга, хотя они часто являются политическими противниками. По сути, они должны публично поддержать все решения Совета, даже против их личных убеждений или мнения их политической партии. В глазах многих наблюдателей, применение этой конвенции привело к напряжению в Совете после выборов 2003 года.

## Выборы и отставка

### Выборы
Члены Федерального совета избираются сроком на четыре года на совместном заседании обеих палат Федерального собрания. Каждый член Совета избирается индивидуальным тайным голосованием абсолютным большинством голосов. Каждый взрослый гражданин Швейцарии имеет на это право, но на практике только члены парламента или, реже, члены кантонального правительства, выдвинутые политическими партиями получают существенное количество голосов. Голосование проводится в несколько туров: в первых двух турах, любой желающий может внести своё имя, затем в каждом последующем туре, кандидат, получивший наименьшее число голосов удаляется от участия в выборах, пока один кандидат не получит абсолютного большинства.
Места в Совете распределены в соответствии с неписаным соглашением: в нём представлены ведущие партии страны в соответствии с «волшебной формулой». Поэтому выборы в Федеральный совет, как правило, являются рутинным мероприятием. Обычно, партия, заполняющая вакантное место, представляет двух кандидатов с основными точками зрения в Федеральное собрание, которое затем выбирает одного из них. Однако в ходе выборов 2003 года, когда наибольшее число голосов получила Швейцарская народная партия, баланс сил был изменён, чтобы соответствовать результатам выборов.
После своего избрания, члены Совета остаются членами своих политических партий, но не занимают руководящих постов в них. Фактически они обычно держат определенную политическую дистанцию от руководства партии, поскольку в соответствии с правилами коллегиальности, они зачастую должны публично содействовать решению Совета, которое не совпадает с политическими убеждениями своей партии или их собственными.

### Отставка
После своего избрания на четырёхлетний срок, член Федерального совета не может быть отстранён от власти в результате вотума недоверия или импичмента. Случаи, когда парламент не переизбирал на заседании членов Совета, были чрезвычайно редки. Это произошло лишь четыре раза: Ульрих Оксенбейн в 1854 году, Жан-Жак Шале-Венель в 1872 году, Рут Метцлер-Арнольд в 2003 году и Кристоф Блохер в 2007 году. На практике, члены Совета служат пока не решат уйти в отставку и удалиться в частную жизнь, как правило, после трех—пяти сроков полномочий.

## Статус членов Совета

### Жизнь членов Совета

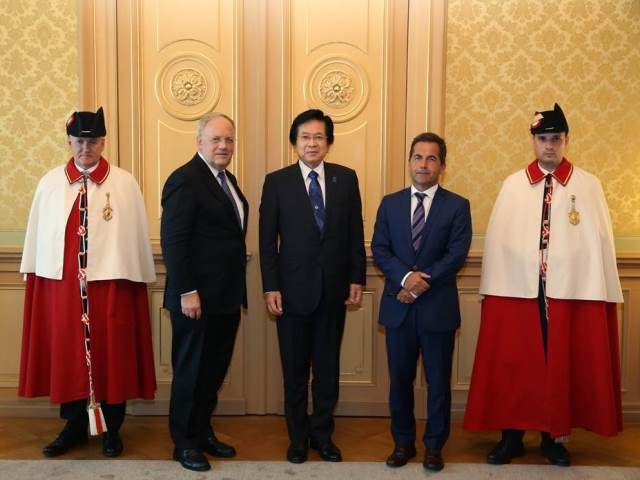
Этсуро Хонда, японский посол в Швейцарии, вручает свою верительную грамоту президенту Швейцарской Конфедерации Йохану Шнайдер-Амманну в Федеральном дворце в Берне в июне 2016 года. Присутствует также федеральный канцлер Вальтер Турнхерр. По сторонам стоят приставы (Weibeln).

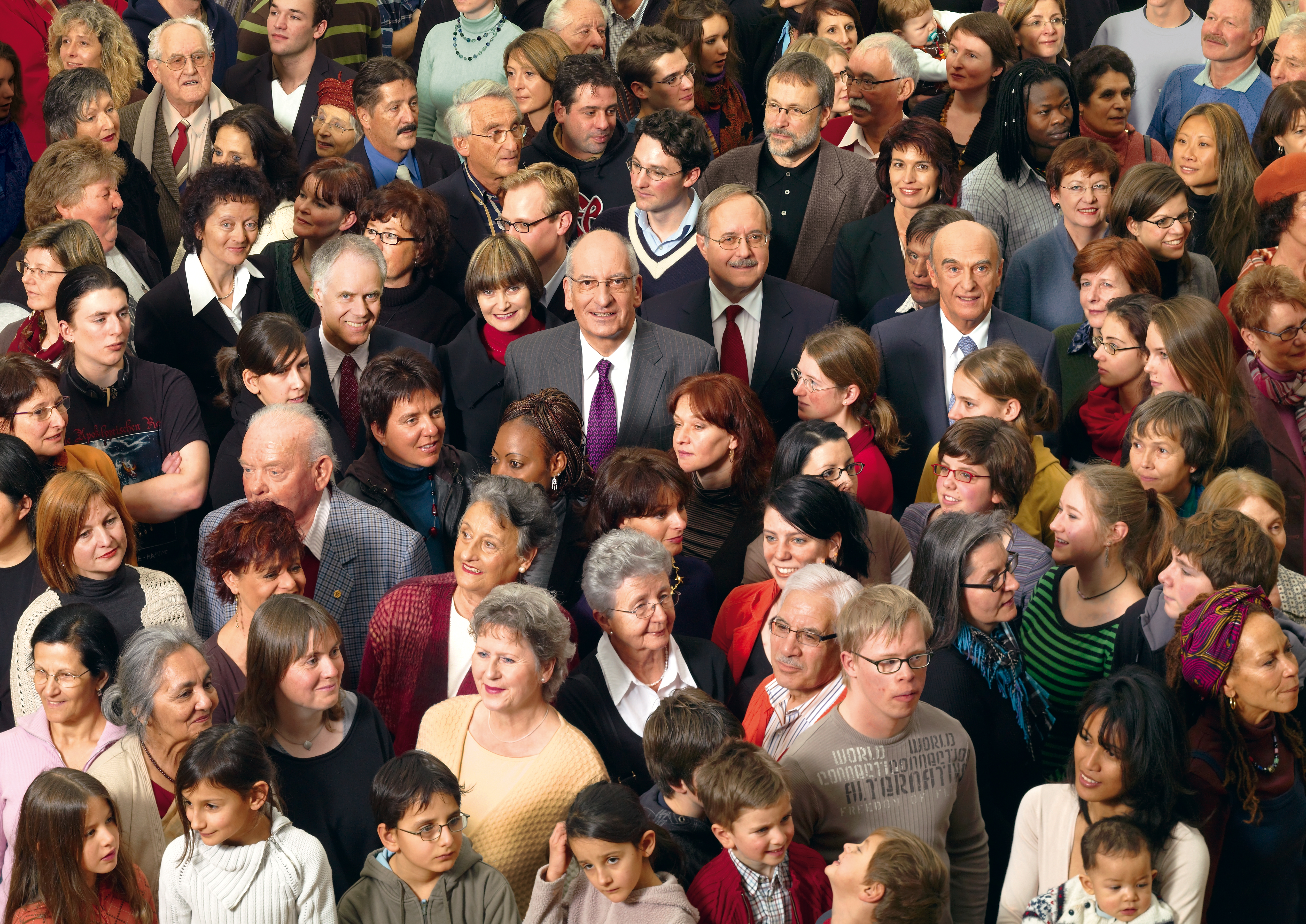
Федеральный совет 2008 года и жители Швейцарии

В отличие от большинства высокопоставленных членов правительства в других странах, члены Федерального совета не имеют права на официальную резиденцию. В большинстве случаев они выбирают аренду квартиры или номер в отеле в Берне (за свой счёт). В настоящее время исключением является только Мориц Лойенбергер, который ежедневно ездит на поезде Цюрих — Берн. Тем не менее, они имеют право на использование дворца Лон в Керзаце, для праздников, а также для приёма официальных гостей Швейцарии.
Хотя члены Совета могут использовать армию, если они нуждаются в личной защите (в частности, в ходе официальных мероприятий), обычно с ними можно столкнуться без сопровождения на улицах, в ресторанах и трамвае Берна. Они имеют также право на личного пристава (Weibel), который сопровождает их в красочной форме на официальных мероприятиях. Эта традиция прослеживается напрямую — через республиканские органы власти древних швейцарских кантонов — к ликторам древней Римской республики.
Супруги членов Совета не участвуют в официальных делах правительства, кроме сопровождения на официальных приёмах.

### Зарплата
Члену Федерального совета полагается ежегодное вознаграждение около CHF 400 тысяч швейцарских франков (около € 256 000 или $ 370 000). После окончания полного срока полномочий, они имеют право на ежегодную многолетнюю пенсию в размере половины этой суммы.
Хотя членам Совета запрещено законом занимать любую другую должность в течение срока своих полномочий, нет ничего необычного для них принимать прибыльный бизнес после ухода с должности, например, руководство в советах директоров крупных швейцарских компаний.

### Иммунитет
Члены Федерального совета, как и члены парламента, пользуются абсолютным правовым иммунитетом на период исполнения ими служебных обязанностей.
За преступления и правонарушения, не связанные с их служебными обязанностями, они могут быть привлечены к уголовной ответственности только с разрешения Федерального совета в целом. Прокурор может обжаловать отказ в выдаче разрешения в Федеральном собрании.
Преследование за преступления и правонарушения, которые связаны с официальной деятельностью членов Совета, требует согласия Федерального собрания. В таких случаях парламент может приостановить его полномочия (но не уволить его в отставку).
По официальному заявлению Федеральной канцелярии данному средствам массовой информации, ни в одном из нескольких случаев обвинений в адрес члена Федерального совета, не было выдано разрешение на преследование. Однако один из неназванных членов Совета, участвовавший в дорожно-транспортном происшествии непосредственно перед датой его отставки, добровольно отказался от своего иммунитета, а Элизабет Копп решила уйти в отставку после сообщений о разглашении служебной тайны.

## Оценка и призывы к изменению
Исторически сложилось, что коллегиальное правительство Швейцарии оценивается на международном и национальном уровне как исключительно стабильное и компетентное. Федеральный совет в целом (хотя и не отдельные члены) пользуется постоянным общественным одобрением и доверием более шестидесяти процентов населения, возможно, также и потому, что в швейцарской системе прямой демократии избиратели могут открыто высказать своё недовольство решениями правительства при решении отдельных вопросов урной для голосования.
Однако в последнее время появляются утверждения, что Федеральный совет зачастую слишком медленно реагирует на потребности момента, сопротивляется изменениям и слишком слаб, чтобы управлять мощной федеральной бюрократией. Некоторые изменения были предложены для решения этих вопросов, включая расширение полномочий президента, расширение самого Федерального совета или добавление второго слоя министров между Советом и департаментами. Ни одно из этих предложений пока не принято.

## Члены Федерального совета не ставшие президентами
За всё время существования Федерального совета Швейцарии несколько его членов так и не стали президентами страны. Вот эти политики: Ульрих Оксенбейн, Стефано Франшини, Джованни Баттиста Пьода, Виктор Руффи, Жан-Жак Шале-Венель, Эжен Борель, Фридолин Андерверт, Йозеф Антон Шобингер, Луи Перье, Герман Обрехт, Макс Вебер, Йозеф Эшер, Джузеппе Лепори, Жан Бургкнехт, Рудольф Фридрих, Элизабет Копп, Рут Метцлер-Арнольд и Кристоф Блохер.
Три политика были избраны президентами страны, но не дожили до вступления в должность: Виктор Руффи, Фридолин Андерверт и Йозеф Эшер.
Четыре действующих члена Федерального совета Швейцарии ещё не занимали пост президента страны: Элизабет Бом-Шнайдер, Альберт Рёшти, Беат Янс и Мартин Пфистер.